# Bőrszárnyúak
A bőrszárnyúak (Dermoptera) az emlősök osztályának egy rendje.

## Származásuk, elterjedésük
Fejlődéstanilag érdekes, bizonytalan helyzetű csoport. Korábban a rovarevők közé sorolták, ma önálló rend. Részben a denevérekhez, részben a félmajmokhoz hasonlítanak – valószínűbb, hogy ez utóbbiak rokonai. A molekuláris genetikai vizsgálatok szerint legközelebbi rokonaik a mókuscickányok.
E két rend közös őse mintegy 70 millió éve, a késő kréta időszakban vált külön a főemlősöktől; a két rend egymástól mintegy 55 millió éve különült el.
Mindkét recens repülőmaki faj a Maláj-szigetvilágban él.

## Megjelenésük, felépítésük
Jellegzetességük, hogy mellső és hátsó végtagjaik, valamint farkuk között bőrszárny feszül. Ez nem valódi szárny, mivel ezzel csak vitorlázó (vagyis sikló-) repülésre képesek.

## Életmódjuk, élőhelyük
Növényevők.

## Rendszertani felosztásuk
A rend egyetlen élő családja a repülőmakiféléké (Cynocephalidae), 2 recens fajjal.
Kihalt családok:
- †Mixodectidae
- †Paromomyidae
- †Plagiomenidae